# Фуллер, Лои
Лои Фуллер (Loïe Fuller; наст. имя — Marie Louise Fuller; 22 января 1862 года, Фуллерсберг, совр. Хинсдейл, Иллинойс — 1 января 1928 года, Париж) — американская актриса и танцовщица, ставшая основательницей танца модерн.

## Биография
В начале карьеры выступала как драматическая актриса в ролях травести. В 1878—1886 годах работала в Чикаго. Позднее выступала с хореографическими импровизациями на классическую музыку (Глюка, Бетховена, Шопена и других композиторов), использовала световые и воздушные эффекты.
В 1892 году переехала в Париж, где выступала в варьете «Фоли-Бержер» . Гастролировала в различных городах Европы и США. В 1900 году выступала на Всемирной Парижской выставке, в «Гранд-Опера» и др. Наиболее восторженную оценку современников вызывал танец «Серпантин». Её костюм был оснащён крыльями, которые крепились к рукам, удлинённым стержнями. Танцовщица стояла у люка, через который подавалась струя воздуха. По сути это был акробатический трюк, манипуляция развевающейся тканью. Номер был впервые поставлен в 1890 году в Америке и уже в следующем году стал гвоздём программы парижского варьете Фоли-Бержер. Восторженные отзывы о номере оставил Анатоль Франс, считая этот танец возрождением античных традиций. Анатолий Луначарский в 1914 году считал её выдающейся танцовщицей, умевшей по-новому сочетать танец и музыку.
Танец, созданный Лои Фуллер, получил развитие в искусстве Айседоры Дункан («Танец серпантин», «Танец огня» и др.), выступавшей вместе с ней до 1902 года. В 1927 году создала в Лондоне собственную труппу, которая просуществовала до 1938 года. Роден позднее рассматривал единую линию развития Фуллер-Дункан-Нижинский, — «танцовщиков, раскрепостивших движение».
Написала книгу «Пятнадцать лет моей жизни».
Погребена на кладбище Пер-Лашез в Париже.

## В популярной культуре
- Французская актриса, автор и исполнительница песен Барбара рассказывает о Лои Фуллер в своей песне «Fragson».
- В фильме Клода Пиното «Награда доктора Шутца» (Les palmes de M. Schutz, 1997), Лои Фуллер в исполнении Сюзанны Эндрюс танцует «танец науки» во время обеда Пьера и Марии Кюри.
- Песня «Rimes féminines» французской певицы Жульет Нуреддин посвящена Лои Фуллер.
- Фильм «Танцовщица» французской сценаристки и режиссера Стефани де Джусто[фр.] был представлен на Каннском кинофестивале в разделе «Особый взгляд»[2]. Роль с Лои Фуллер исполнила французская актриса Соко. Фильм очень вольно трактует реальную историю Лои Фуллер — любовные отношения между танцовщицей и хореографом Габриель Блох[фр.] заменены на роман с вымышленным мужским персонажем, Луи д'Орсе (в исполнении Гаспара Ульеля). Это режиссерское решение спровоцировало резкие критические отзывы[3][4].
- Американская певица Тейлор Свифт отдала дань уважения Лои Фуллер во время концертного турне, посвященного выходу студийного альбома «Reputation». Во время исполнения песни Dress, танцовщицы кордебалета были одеты в платья с длинными крыльями, подобные тем, которые носила Лои Фуллер.

### Фотография и графика

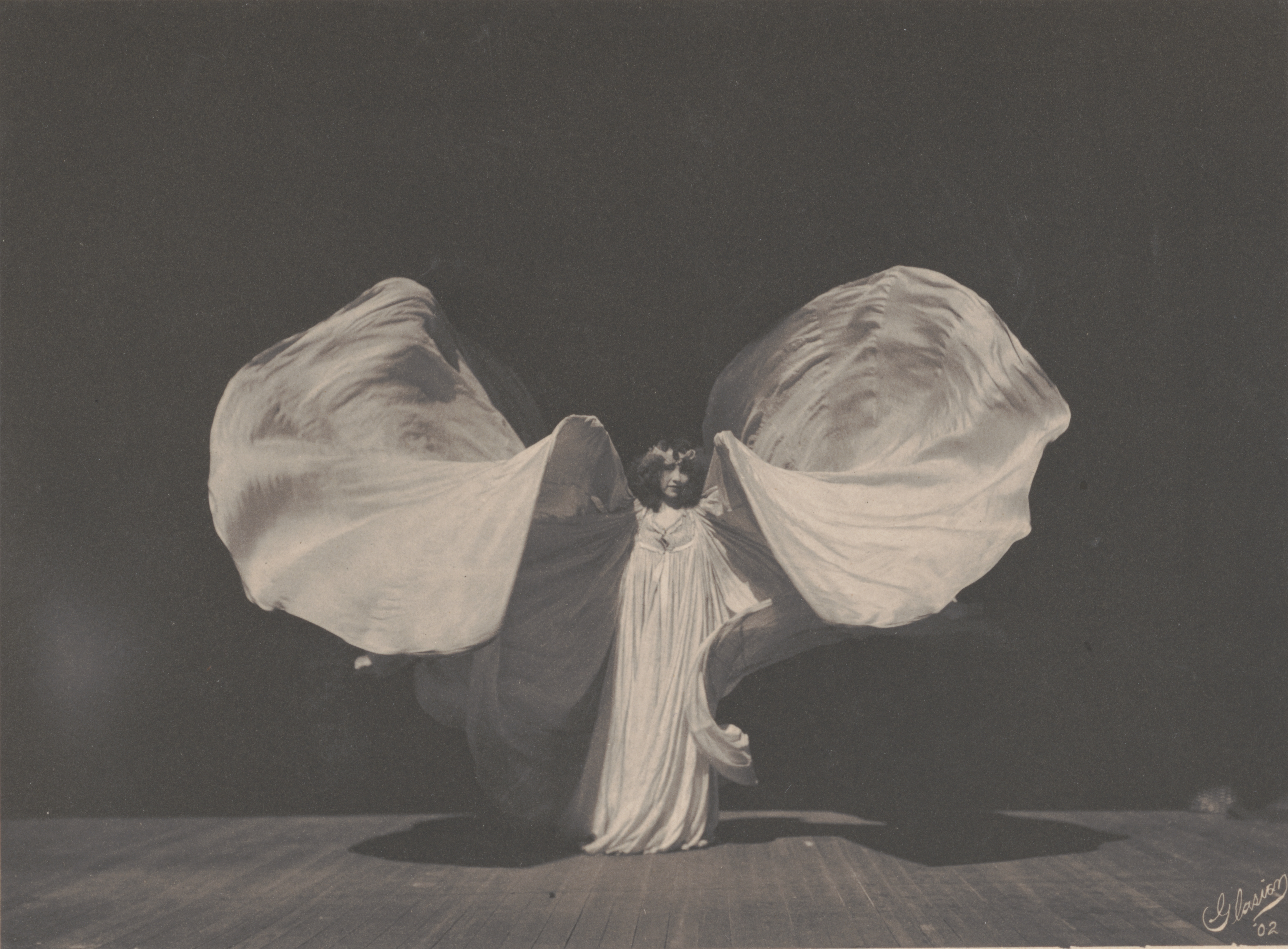
Лои Фуллер на сцене (1902)
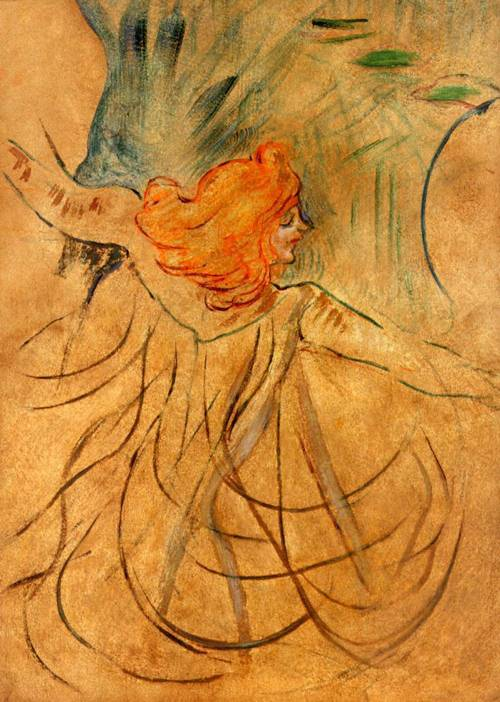
Лои Фулер в Фоли-Бержер Тулуз-Лотрек (1892)
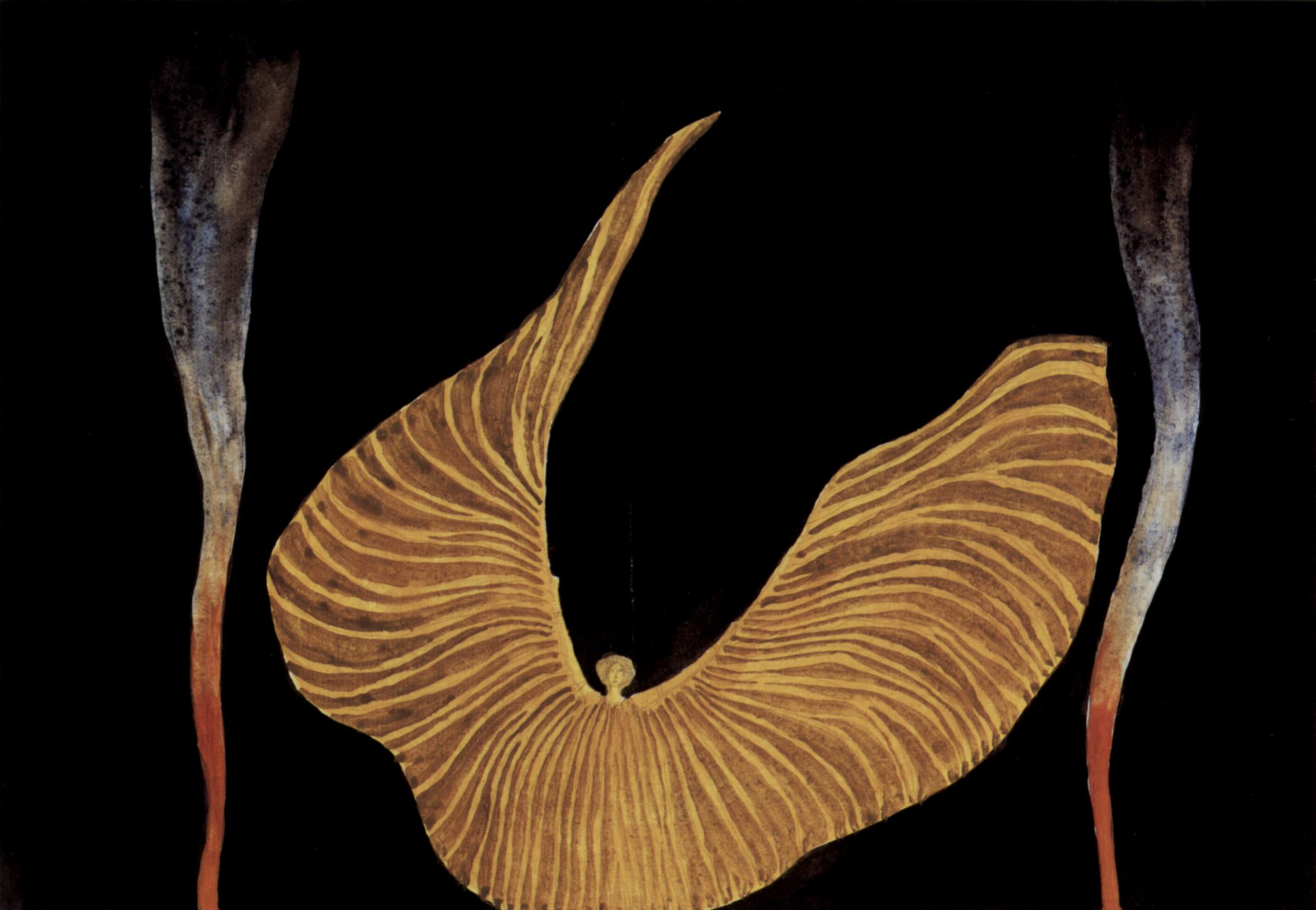
Танцовщица Лои Фуллер Коломан Мозер (1910)

### На плакатах кабаре «Фоли-Бержер»

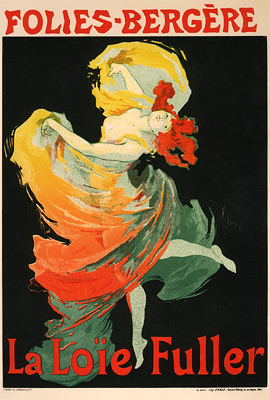
Жюль Шере, 1893
Жан Палеолог, 1897
Жюль Шере, 1897
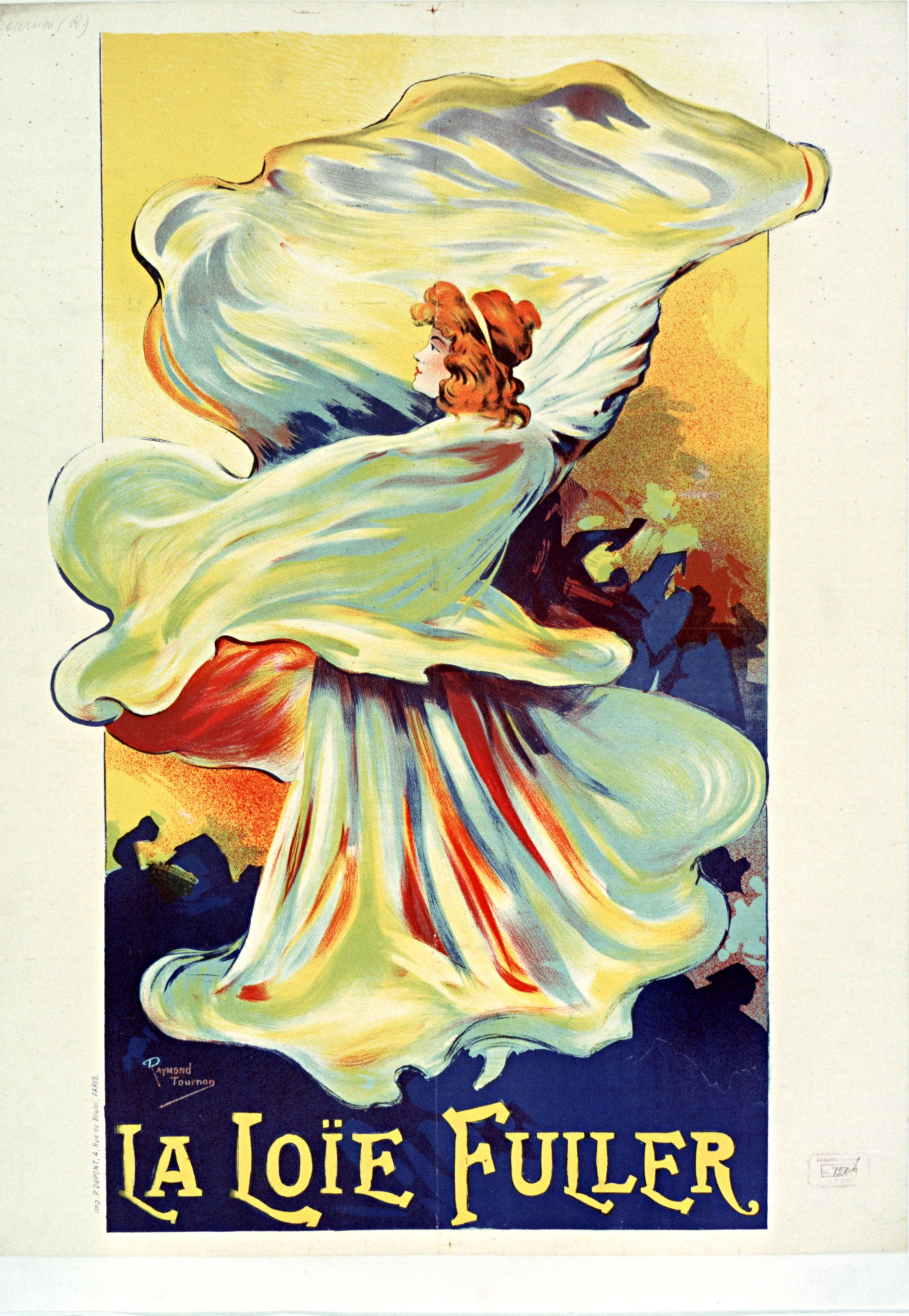
Раймонд Тюрно, 1901
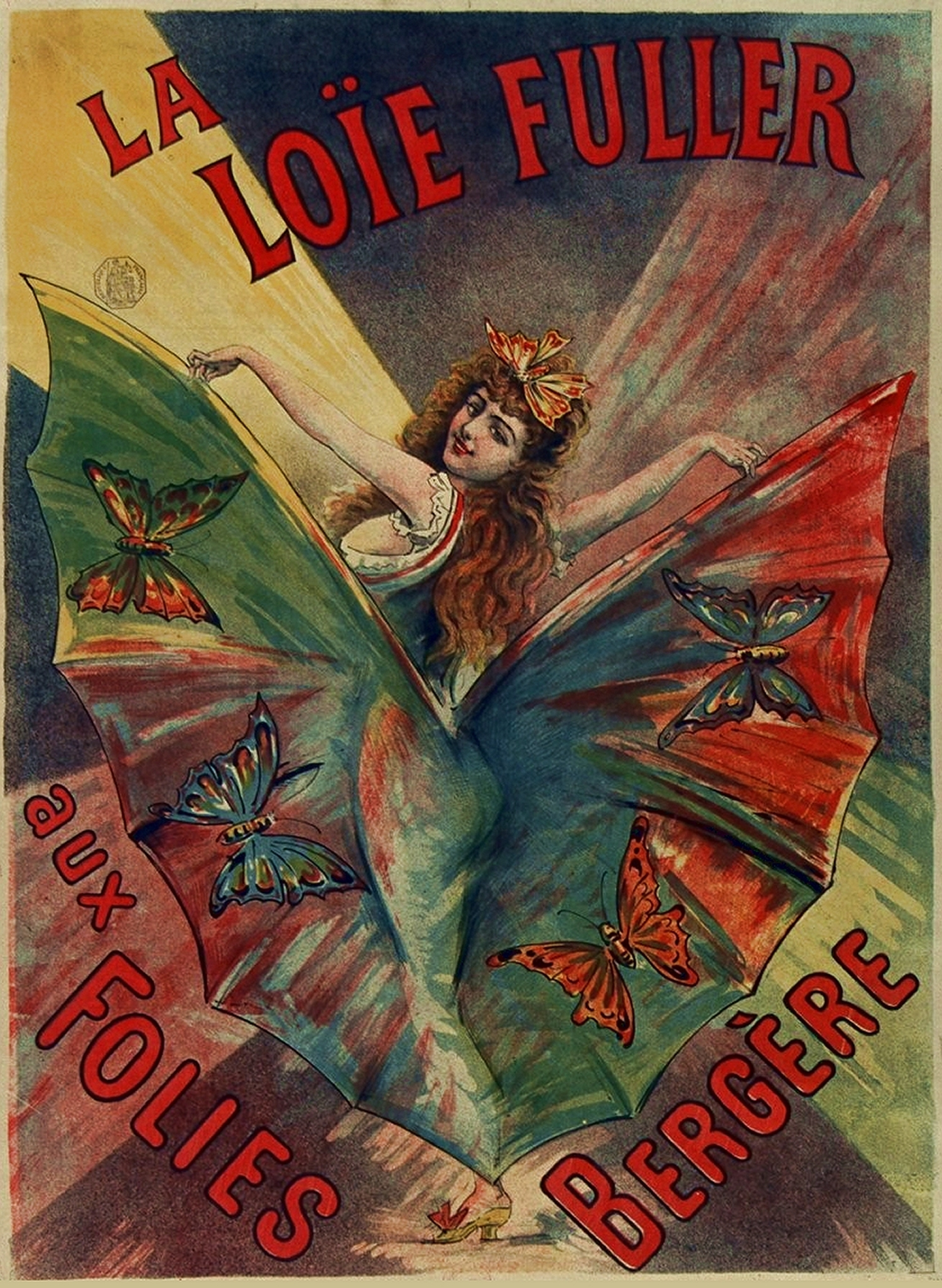
Неизвестный автор, 1910
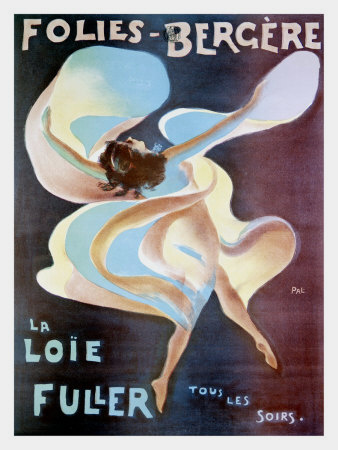
Жан Палеолог, год создания?
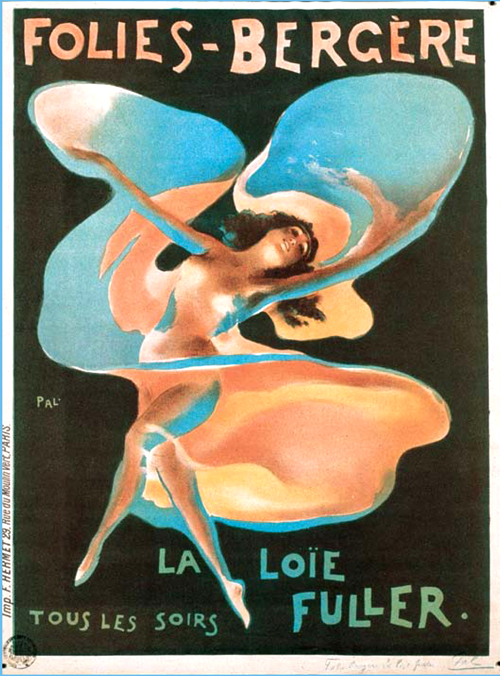
Жан Палеолог, год создания?